# MythTV
MythTV це програмний пакет, що надає функції, широко відомі як PVR чи DVR (персональний чи цифровий записувач відео), що дозволяють побудувати HTPC.
MythTV є програмним забезпеченням з відкритим початковим (вихідним) кодом. Ліцензія GNU GPL.
MythTV працює під управлінням GNU/Linux та Mac OS X (PowerPC і Intel).
MythTV складається з каркаса і набору модулів (плагінів), що дозволяє їй розширюватися за рахунок сторонніх програмістів.

## Мережева архітектура
Мережева архітектура MythTV реалізує концепцію «клієнт-сервер» і складається з двох рівнів: серверного (frontend) і клієнтського (backend).
Проста конфігурація складається з одного сервера, обслуговуючого одного клієнта, розташованого на тому ж комп'ютері. Складна конфігурація складається з безлічі серверів та клієнтів, що працюють на декількох комп'ютерах, зовнішніх медіа-модулях або ігрових приставках.

## Можливості
| Модуль      | Функціональність |
| ----------- | --- |
| MythBrowser | Міні web-browser |
| MythDVD     | Відтворення і копіювання DVD та VCD                                                                                    |
| MythArchive | Створювати DVD чи ISO образи із записаних передач, файлів MythVideo і будь-яких відео файлів доступних у Вашій системі |
| MythGallery | Галерея та зберігач екрану для показу фотографій                                                                       |
| MythGame    | Інтерфейс для ігрових емуляторів                                                                                       |
| MythMusic   | Відтворення, запис та каталогізація музики                                                                             |
| MythNews    | Підтримка Really Simple Syndication (RSS)                                                                              |
| MythVideo   | Підтримка відтворення відео, не пов'язаного з MythTV                                                                   |
| MythWeather | Модуль виведення прогнозу погоди та кліматичних карт                                                                   |
| MythWeb     | Є інтерфейсом для зовнішнього доступу web-browser к MythTV                                                             |
| MythPhone   | Підтримка Session Initiation Protocol (SIP)                                                                            |

## Операційні системи, що включають MythTV
- LinuxMCE
- Mythbuntu
- KnoppMyth
- Mythdora